# Jeff Suppan

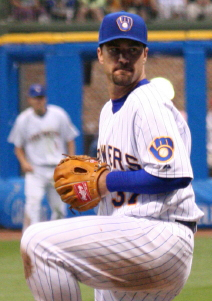
Imagem do jogador de beisebol norte-americano Jeff Suppan.

Jeff Suppan é um jogador profissional de beisebol estadunidense.

## Carreira
Jeff Suppan foi campeão da World Series 2006 jogando pelo St. Louis Cardinals. Na série de partidas decisiva, sua equipe venceu o Detroit Tigers por 4 jogos a 1.